# Tuckneraria laureri
Tuckneraria laureri är en lavart som först beskrevs av Kremp., och fick sitt nu gällande namn av Randlane & A. Thell. Tuckneraria laureri ingår i släktet Tuckneraria och familjen Parmeliaceae.   Inga underarter finns listade i Catalogue of Life.